# Stielporlingsverwandte
Die Familie Stielporlingsverwandte (Polyporaceae) gehört zu den Ständerpilzen. 
Das Fleisch der Fruchtkörper ist weich bis zäh. Die allermeisten Vertreter dieser Familie haben Poren an der Hutunterseite, es gibt aber auch Gattungen mit Lamellen (Knäuelinge, Sägeblättlinge) oder Pilze mit lamellenähnlichen Strukturen (Blätterwirrlinge). Das Sporenpulver der Stielporlingsverwandten hat eine weiße Farbe, Zystiden kommen nicht vor. Einige Arten sind gestielt, bei anderen Arten fehlt der Stiel oder sitzt seitlich an. Viele Arten wachsen konsolenförmig.
Die meisten Arten sind Saprobionten auf Totholz, einige Arten können auch lebende Bäume und andere Gehölze parasitieren.
Wegen der Textur ihres Fleischs kommen die meisten Porlinge nicht als Speisepilze in Frage. Ausnahme sind der Schwefelporling (Laetiporus sulphureus) und der Schuppige Porling (Cerioporus squamosus), die in jungem Zustand genießbar sind, insbesondere aber der Sklerotien-Stielporling (Polyporus tuberaster). Die traditionelle chinesische Medizin nutzt einige Arten als Heilpilze, wie die Schmetterlings-Tramete (Trametes versicolor), den Eichhasen (Polyporus umbellatus) oder den Zunderschwamm (Fomes fomentarius), da sie eine Art Antibiotikum enthalten. Auch der Mann vom Tisenjoch führte solche Pilze, vermutlich als Heilmittel, mit sich.

## Systematik
Nachfolgend eine Auswahl von Gattungen und Arten, die zur Familie der Stielporlingsverwandten gerechnet werden.
- Coriolopsis. Da die Typusart der Gattung, Coriolopsis occidentalis, nicht näher mit anderen Vertretern verwandt ist und nach Trametes gehört, wird für die verbleibende Gruppe mit der europäischen Art in neuerer Zeit der Gattungsname Funalia Pat., syn. Fomitella Murrill, verwendet. Viele auch neuere Werke halten aber bisher an der Verwendung von Coriolopsis fest.
  - Braune Borstentramete (Coriolopsis gallica, syn. Funalia gallica)
- Blätterwirrlinge (Daedaleopsis)
  - Rötender Blätterwirrling (Daedaleopsis confragosa)
- Zunderschwämme (Fomes)
  - Zunderschwamm (Fomes fomentarius)
- Frantisekia. Wird jetzt meist in einer abgetrennten Familie Steccherinaceae geführt.
- Schwefelporlinge (Laetiporus). Alternativ in eine eigene Familie Laetiporaceae gestellt.
- Sägeblättlinge (Lentinus)
- Blätterporlinge (Lenzites). Wird von vielen Taxonomen seit 2011 als Teil einer weitgefassten Gattung Trametes aufgefasst oder in andere Gattungen aufgesplittet.
  - Auen-Blätterporling (Lenzites warnieri, syn. Cellulariella warnieri).
- Picipes
  - Kastanienbrauner Stielporling (Picipes badius)
  - Schwarzfuß-Stielporling (Picipes melanopus)
- Stielporlinge (Polyporus)
- Porenschwämme (Perenniporia, syn. Poria Pers.)
  - Eschen-Baumschwamm (Perenniporia fraxinea)
  - Ockerfarbener Dauerporling (Perenniporia medulla-panis)
- Zinnoberschwämme (Pycnoporus). Wird von vielen Taxonomen seit 2011 als Teil einer weitgefassten Gattung Trametes aufgefasst.
  - Zinnoberschwamm (Pycnoporus cinnabarinus, syn. Trametes cinnabarina)
- Trameten (Trametes)
- Weißporlinge (Tyromyces). Wird von vielen Taxonomen in eine abgetrennte Familie Incrustoporiaceae gestellt.